# 伊日·拉拉
伊日·拉拉（捷克語：Jiří Lála，1959年8月21日—），捷克男子冰球运动员。他曾代表捷克斯洛伐克国家队参加1984年和1988年冬季奥林匹克运动会冰球比赛，其中1984年奥运会获得一枚银牌。